# 文格魯夫縣

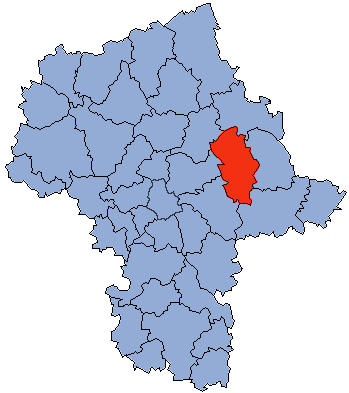

52°24′N 22°1′E / 52.400°N 22.017°E
文格魯夫縣（波蘭語：Powiat węgrowski），是波蘭的縣份，位於該國中東部，由馬佐夫舍省負責管轄，首府設於文格魯夫，面積1,219平方公里，2006年人口67,823，人口密度每平方公里56人。